# Ned R. Healy
Ned Romeyn Healy (ur. 9 sierpnia 1905 w Milwaukee, zm. 10 września 1977 w Long Beach)) – amerykański polityk, członek Partii Demokratycznej.

## Działalność polityczna
W okresie od 3 stycznia 1945 do 3 stycznia 1947 przez jedną kadencję był przedstawicielem 13. okręgu wyborczego w stanie Kalifornia w Izbie Reprezentantów Stanów Zjednoczonych.